# 바질 지구생활안내서
바질 지구생활안내서는 2019년 4월 22일에 발간된 국내 최초의 기후위기 대응 실천 시리즈물.
시즌제로 운영되고 있는데, 시즌에 해당되는 주제가 월 또는 격월로 발간된다. 시즌 1이 2019년 4월부터 2020년 5월까지 발간되었고, 2020년 11월부터 시즌 2가 시작되었다. 2023년 시즌3를 마지막으로 총 24개의 주제가 발간되었다. 현재는 신규 주제에 관한 추가는 없고, 기존 주제에 관한 개정판만 발행되고 있는 상태.
주제 별로 기후위기 대응을 위한 실천 가이드를 제시하는 것이 특징으로, 창간 때부터 책 날개에 '미션카드'가 함께 포함되어 나온다. 2022년부터는 '60일 실천카드'가 함께 포함된되어 발간되고 있다.

## 발행주제

### 시즌1 주제
- 미세먼지
- 식수
- 생활전기
- 쓰레기
- 물발자국
- 먹거리
- 탄소발자국
- 청소
- 옷
- 교통
- 숲, 나무
- 기후위기,생명

### 시즌2 주제
- 포장, 배달음식
- 음식쓰레기
- 제철음식
- 도시농업
- 유기농
- 채식

### 시즌3 주제
- 일상생활
- 어린이
- 여행
- 운동
- 기호품
- 쇼핑

## 발간형태

### 종이책
기본적으로 종이책을 표방하고 있으며, 친환경 인쇄를 추구한다. 재생고지 100%를 사용한 탄소중립지에 인쇄되어 나온다. 기후변화 대응에 대한 실천으로 해당 종이를 선택했다고 한다. 콩기름 인쇄 및 무알콜 인쇄로 책을 찍어내고 있다.

### 전자책
2023년부터 시즌1의 주제부터 전자책으로 발간하고 있다. 현재 시즌1의 6권(미세먼지, 식수, 생활전기, 쓰레기, 물발자국, 먹거리) 편이 발간된 상태.